# 新藤謙
新藤 謙（しんどう けん、1927年(昭和2年) - 2016年(平成28年)）は、日本の文筆家。本名、新藤 兼次郎（しんどう かねじろう）。

## 生涯
千葉県生まれ。旧七浦村の七浦小学校卒業。1955年設立のアヴァンギャルド運動団体「製作者懇談会」映画部に所属。『思想の科学』に拠って、NHK受信料不払い運動などから、著作活動を始めた。

## 著書
- 『現代の映像 物神化を排す』永田書房、1970
- 『流れ者歌謡考』ブロンズ社、1971
- 『《私説》戦後歌謡曲』三一書房、1977
- 『百姓一代 評伝・平田良衛』たいまつ新書、1977
- 『愛と反逆 評伝・猪狩満直』たいまつ新書、1978
- 『土と修羅 三野混沌と吉野せい』たいまつ社、1979
- 『日本人の感性 うたについて』三一書房、1979
- 『日本の流行歌手 東海林太郎からピンクレディまで』三一書房、1979
- 『私のいわき地図』たいまつ社、1979
- 『テレビ的思考』三一書房、1980
- 『権力としてのNHK その不偏不党の思想』三一書房、1981
- 『大宅壮一とその時代』東京書籍 東書選書、1983
- 『大衆芸能論ノート』無明舎出版、1985
- 『野の思想家真壁仁』れんが書房新社、1987
- 『きだみのる 放浪のエピキュリアン』リブロポート シリーズ民間日本学者、1988
- 『女性史としての自伝』ミネルヴァ書房、1988 シリーズ「女いま生きる」
- 『精神の原郷 自伝の少年体験』れんが書房新社、1988
- 『保守の思想 昭和史・幻想と現実』田畑書店、1991 福田恆存、竹山道雄を批判
- 『眺める文化と曝される文化』朝文社、1993
- 『ぼくは悪人 少年鶴見俊輔』東方出版、1994
- 『サザエさんとその時代』晩声社、1996
- 『唸る星雲・草野心平』土曜美術社出版販売、1997 現代詩人論叢書
- 『木下順二の世界』東方出版、1998
- 『美空ひばりとニッポン人』晩聲社、1998
- 『「明治的支配」と市民思想 暗い夜を前に松田道雄を読みかえす』田畑書店、2002
- 『喜劇の精粋抄』勉誠出版、2003
- 『国家に抗した人びと』子どもの未来社 寺子屋新書、2004
- 『昭和動乱と抒情』同時代社、2006
- 『秋山清の詩と思想』土曜美術社出版販売、2008 新・現代詩人論叢書
- 『石牟礼道子の形成』深夜叢書社、2010
- 『人間愛に生きた人びと―新藤謙評論集』コールサック社、2014

横山正松・渡辺一夫・吉野源三郎・丸山眞男・野間宏・若松丈太郎・石垣りん・茨木のり子
- 『体感する戦争文学』彩流社、2016 フィギュール彩

冊子
- 『日本は変ったか 戦後60年と丸山眞男』九条社ブックレット、2005
- 『戦争と文学者の知性 永井荷風・野上彌生子・渡辺一夫』九条社ブックレット、2006
- 『兵士の人間性 戦争文学から何を学ぶか』九条社ブックレット、2007
- 『国民は本当に主権者か 世論・新聞・国家主義』九条舎ブックレット、2009
- 『現代の批判精神 普遍を求めて』九条舎ブックレット 、2011、

## 参考記事
- 『保守の思想』田畑書店、著者紹介